# Las Palmas (Chaco)
Las Palmas é uma cidade da Argentina, localizada na província de Chaco.